# San Patricio (Ponce)
San Patricio es un barrio ubicado en el municipio de Ponce en el estado libre asociado de Puerto Rico. En el Censo de 2010 tenía una población de 564 habitantes y una densidad poblacional de 31,78 personas por km².. Limita al norte con los municipios de Utuado (Puerto Rico) y Jayuya (Puerto Rico). Al sur con los barrios de Tibes (Ponce) y Monte Llano(Ponce). Al este con los barrios de Anón (Ponce) y Maraguez (Ponce) y al oeste con Guaraguao (Ponce).

## Geografía
San Patricio se encuentra ubicado en las coordenadas 18°8′10″N 66°38′34″O / 18.13611, -66.64278. Según la Oficina del Censo de los Estados Unidos, San Patricio tiene una superficie total de 17.75 km², que corresponden a tierra firme.

## Demografía
Según el censo de 2010, había 564 personas residiendo en San Patricio. La densidad de población era de 31,78 hab./km². De los 564 habitantes, San Patricio estaba compuesto por el 90.6% blancos, el 2.66% eran afroamericanos, el 4.43% eran de otras razas y el 2.3% pertenecían a dos o más razas. Del total de la población el 98.94% eran hispanos o latinos de cualquier raza.